# بين ويلسون (لاعب كرة سلة)
بين ويلسون (بالإنجليزية: Ben Wilson)‏ (و. 1967 – 1984 م) هو لاعب كرة سلة أمريكي، ولد في شيكاغو، توفي عن عمر يناهز 17 عاماً.

## التعليم
تعلم في Simeon Career Academy ‏
.